# Étrelles-et-la-Montbleuse
Étrelles-et-la-Montbleuse ist eine Gemeinde im französischen Département Haute-Saône in der Region Bourgogne-Franche-Comté.

## Geographie
Étrelles-et-la-Montbleuse liegt auf einer Höhe von 265 m über dem Meeresspiegel, sieben Kilometer nordnordöstlich von Gy und etwa 28 Kilometer nordnordwestlich der Stadt Besançon (Luftlinie). Das Dorf erstreckt sich im Südwesten des Départements, im Saônebecken auf einer Anhöhe östlich der Petite Morte.
Die Fläche des 6,26 km² großen Gemeindegebiets umfasst einen Abschnitt der leicht gewellten Landschaft südöstlich der Saône. Von Südosten nach Nordwesten wird das Gebiet von der breiten Niederung der Petite Morte durchquert, welche für die Entwässerung über den Cabri zur Morte sorgt. Die Talebene liegt auf durchschnittlich 240 m und besitzt fruchtbare Alluvialböden, die landwirtschaftlich genutzt werden. Flankiert wird die Niederung von maximal 30 m höheren Anhöhen, die aus tertiären Ablagerungen aufgebaut sind. Mit 282 m wird bei Étrelles die höchste Erhebung der Gemeinde erreicht. Mit einem schmalen Zipfel erstreckt sich das Gemeindeareal nordwärts in die ausgedehnte Waldung des Bois de Saint-Gand.
Die Doppelgemeinde besteht aus den Ortschaften Étrelles (265 m) auf der Anhöhe östlich der Petite Morte und La Montbleuse (230 m) am Südrand des Bois de Saint-Gand. Nachbargemeinden von Étrelles-et-la-Montbleuse sind La Vernotte im Norden, Frasne-le-Château im Osten, Villers-Chemin-et-Mont-lès-Étrelles und Vantoux-et-Longevelle im Süden sowie La Chapelle-Saint-Quillain und Saint-Gand im Westen.

## Geschichte
Funde von Werkzeug (Silex) aus prähistorischer Zeit weisen auf eine sehr frühe Besiedlung des Gemeindegebietes hin. Durch das Gebiet führte auch die Römerstraße von Besançon nach Langres. Erstmals urkundlich erwähnt wird Étrelles im Jahr 1092. Im Mittelalter gehörten Étrelles und La Montbleuse zur Freigrafschaft Burgund und darin zum Gebiet des Bailliage d’Amont. Die lokale Herrschaft hatten die Herren von Frasne inne. Zusammen mit der Franche-Comté gelangten beide Dörfer mit dem Frieden von Nimwegen 1678 definitiv an Frankreich. Im Jahr 1806 fusionierten Étrelles und La Montbleuse zur heutigen Doppelgemeinde. Seit 2007 ist Étrelles-et-la-Montbleuse Mitglied des 20 Ortschaften umfassenden Gemeindeverbandes Communauté de communes des Monts de Gy.

## Sehenswürdigkeiten
In Étrelles befindet sich eine ursprünglich gotische Kirche, die im 18. Jahrhundert restauriert wurde, heute jedoch nicht mehr benutzt wird.

## Bevölkerung
| Jahr                       | 1962 | 1968 | 1975 | 1982 | 1990 | 1999 |
| Einwohner                  | 84   | 76   | 70   | 69   | 69   | 52   |
| Quellen: Cassini und INSEE |      |      |      |      |      |      |

Mit 100 Einwohnern (1. Januar 2022) gehört Étrelles-et-la-Montbleuse zu den kleinsten Gemeinden des Département Haute-Saône. Nachdem die Einwohnerzahl in der ersten Hälfte des 20. Jahrhunderts deutlich abgenommen hatte (1886 wurden noch 205 Personen gezählt), wurden seit Beginn der 1970er Jahre nur noch geringe Schwankungen verzeichnet.

## Wirtschaft und Infrastruktur
Étrelles-et-la-Montbleuse war bis weit ins 20. Jahrhundert hinein ein vorwiegend durch die Landwirtschaft (Ackerbau, Obstbau und Viehzucht) und die Forstwirtschaft geprägtes Dorf. Außerhalb des primären Sektors gibt es nur wenige Arbeitsplätze im Dorf. Einige Erwerbstätige sind auch Wegpendler, die in den größeren Ortschaften der Umgebung ihrer Arbeit nachgehen.
Der Ort liegt abseits der größeren Durchgangsachsen an einer Departementsstraße, die von Oiselay-et-Grachaux nach Seveux führt. Weitere Straßenverbindungen bestehen mit Frasne-le-Château, Saint-Gand und Villers-Chemin.